# Puigsac
Puigsac és una entitat de població del municipi de Pardines, a la comarca catalana del Ripollès. En el cens de 2007 tenia 17 habitants.